# Amédée Bollée fils
Pour les articles homonymes, voir Bollée.
Amédée Bollée fils, né le 30 janvier 1867 au Mans où il est mort le 14 décembre 1926, est un inventeur et industriel de l'automobile. 
Son père Amédée Bollée et un de ses frères Léon Bollée furent également des figures de l'automobile.

## Biographie
Amédée Bollée père encourage son fils aîné Amédée à expérimenter les moteurs à combustion interne. Il essaye alors toutes sortes de solutions techniques dont une turbine – mais les matériaux disponibles à l'époque permettent à cette turbine de ne fonctionner que pendant deux heures – et un moteur à deux temps à chargement par ventilateur.
Au cours de ses expériences, il met au point, entre autres, le carburateur à gicleur noyé (le gicleur se trouve sous le niveau de la cuve de carburant). À la fin de cette période de recherches et d'inventions, ses créations et sa renommée montrent qu'il est un des meilleurs ingénieurs du domaine de l'automobile. 

### Constructeur d'automobiles
En 1896, Amédée Bollée fils fabrique sa première voiture à essence et place sa « Type A » sur la ligne de départ de la course Paris-Marseille-Paris. En 1898, pour la course Paris-Amsterdam-Paris, il construit la première voiture aérodynamique, le « Torpilleur Type B », avec une carrosserie en aluminium. 
En 1899, pour le premier tour de France automobile, il met au point une voiture de course révolutionnaire : elle dispose d'un moteur monobloc, à quatre cylindres, de vingt chevaux, positionné horizontalement, à l’arrière, d'un châssis surbaissé et d'une carrosserie profilée en aluminium. Elle atteint 90 km/h sur les routes empierrées de l'époque. Son pilote, De Castelnau, terminera cinquième.
Ses trois principaux pilotes en compétition sont Paul Jamin (vainqueur des épreuves de Paris-Dieppe et de Paris-Trouville en 1897), René Loysel (vainqueur de Bordeaux-Biarritz en 1898 et 5e de Paris-Amsterdam-Paris la même année avec la voiture en aluminium), et Louis Bouvier (2e de Vérone-Brescia-Mantoue-Vérone, de Reggio Emilia, et de Bologne-Poggio Renatico-Malalbergo-Bologne en 1899, 6e la même année de Limone-Coni-Turin).
De 1900 à 1923, il construit des voitures haut de gamme en petite série d'un maximum de cinquante par an. Il continue également ses recherches et ses expériences, et met au point un système de rattrapage automatique du jeu des soupapes, encore utilisé. À partir de 1923, il se spécialise dans la fabrication de segments pour les pistons, et sa société existe toujours : « Le Segment AB », basée à Arnage, ce qui en fait la plus ancienne société spécialisée dans l'automobile du monde. En effet, cette société est directement issue de la société créée par Amédée Bollée père en 1873.

### Coureur automobile
Les voitures Bollée évoluent en compétition dès le début du sport automobile en 1895. La marque :
- termine 9e du Paris-Bordeaux-Paris en 1895 ;
- participe au Paris-Marseille-Paris de 1896 (avec également la participation du troisième fils d'Amédée père, le benjamin Camille Bollée) ;
- termine 14e du Paris-Dieppe en 1897 ;
- participe au Paris-Amsterdam-Paris en 1898.

Amédée fils fut vice-président de l'Automobile Club de l'Ouest.

## Pour approfondir